# Szczycionek
Szczycionek – wieś w Polsce położona w województwie warmińsko-mazurskim, w powiecie szczycieńskim, w gminie Szczytno.
W latach 1975–1998 miejscowość położona była w województwie olsztyńskim.
Miejscowość leży nieopodal Szczytna, pod lasem, przy jeziorze Szczycionek. Dawniej zatrudnienie mieszkańców głównie w PGR Kamienna Góra (podobnie jak Kamionek), obecnie głównie w Szczytnie. Z powodu dogodnego położenia przy jeziorze powstają tu też nowe domy.
Dojazd ze Szczytna:
- od południa (dłuższy): DK53 na Olsztyn, za Korpelami w prawo wąską drogą asfaltową do Szczycionka.
- od północy (krótszy): ulicą Podgórną do granic miasta, dalej przez Kamionek i dalej do Szczycionka.
- do Szczytna można dojechać autobusem miejskim (linia nr 2)